# 亞芬伯爵
亞芬伯爵（Earl of Avon）是聯合王國的貴族爵位，於1961年授予前英國首相安東尼·艾登，另外該爵位又附帶沃里克郡皇家利明頓礦泉的艾登子爵（Viscount Eden, of Royal Leamington Spa in the County of Warwick）頭銜。上述所有頭銜在第二代亞芬伯爵於1985年逝世後斷絕。
安東尼·艾登是著名的艾登家族（Eden family）的一份子，家中排行第三。他的父親威廉·艾登爵士，Bt（Sir William Eden, Bt），是西奧克蘭的第七代從男爵（7th Baronet, of West Auckland）和瑪莉蘭的第五代從男爵（5th Baronet, of Maryland）。安東尼·艾登的姪兒，約翰·本篤·艾登，溫頓的艾登男爵（John Benedict Eden, Baron Eden of Winton），則是英國保守黨政治家。除此之外，安東尼·艾登的曾曾祖父羅伯特·艾登，第一代從男爵（Robert Eden, 1st Baronet），是威廉·艾登，第一代奧克蘭男爵（William Eden, 1st Baron Auckland）與摩頓·艾登，第一代漢萊男爵（Morton Eden, 1st Baron Henley）的長兄。

## 亞芬伯爵（1961年）
- 羅伯特·安東尼·艾登，第一代亞芬伯爵（Robert Anthony Eden, 1st Earl of Avon） （1897年─1977年）
- 尼古拉·艾登，第二代亞芬伯爵 （Nicholas Eden, 2nd Earl of Avon） （1930年─1985年）

## 請參見
- 奧克蘭男爵
- 漢萊男爵
- 艾登從男爵